# Phil Coulter
Phil Coulter (født 19. februar 1942) er en irsk sanger, sangskriver, komponist og producer. Hans karriere har varet mere end fire årtier og han er en af Irlands bedst sælgende artister. Han tildelt Gold Badge af British Academy of Songwriters, Composers and Authors (BASCA) i oktober 2009.
Coulter har vundet 23 Platinplader, 39 Guldplader, 52 Sølvplader to Grand Prix Eurovision awards; fem Ivor Novello Awards, der inkluderer Songwriter of the Year; tre American Society of Composers, Authors and Publishers awards; en Grammy-nominering; en Meteor Award, en National Entertainment Award og en Rose d'or d'Antibes. Han er en af de bedst sælgende kunstnere i Irland.
Han skrev "Foolin' Time" i 1963, som blev et hit for Capitol Showband, som Butch Moore var en del af. Han skrev også sangen "Walking the Streets in the Rain" fra 1965, der var Irlands bidrag til Eurovision Song Contest dette år, med Moore som sanger. Desuden sørgede han for arrangementet til "Terry" fra 1964, som nåede #1 på UK Singles Chart med sangeren Twinkle, samt medforfatter til "I Can Only Give You Everything", som oprindeligt blev indspillet af Them.
I 1973 indspillede The Dubliners hans sang "The Town I Loved So Well" på deres album Plain and Simple med Coulter selv som producer.
I 1995 blev han bedt om at skrive en politisk neutral sang til Irlands Rugby hold, som repræsenterer både Irland og Nordirland. Resultatet blev "Ireland's Call", som bliver spillet på lige fod med, og nogle gange i stedet for, Amhrán na bhFiann.
I mange år arbejdede han sammen med Bill Martin. Coulters første soloalbum hedder Classic Tranquility og udkom i 1984.
Coulter er blevet udnævnt som æresdoktor på University of Ulster (1988), Dublin Institute of Technology (2006), og The Open University (2018). Han modtog Freedom of the City fra Derry d. 5. april 2022.

## Diskografi

### Albums
| År   | Album                                | Højeste placering  | Højeste placering |
| År   | Album                                | Irish Albums Chart | UK Albums Chart   |
| ---- | ------------------------------------ | ------------------ | ----------------- |
| 1983 | Classic Tranquility                  |                    |                   |
| 1984 | Sea of Tranquility                   |                    | 46                |
| 1985 | Phil Coulter's Ireland               |                    | 86                |
| 1997 | Legends (med James Galway)           |                    |                   |
| 1998 | Winter's Crossing (med James Galway) |                    |                   |
| 1999 | Healing Angel                        |                    |                   |
| 2000 | Highland Cathedral                   |                    |                   |
| 2000 | The Songs I Love So Well             |                    |                   |
| 2000 | Lake of Shadows                      | 13                 |                   |
| 2003 | Coulter & Company                    | 13                 |                   |
| 2006 | Timeless Tranquility                 | 45                 |                   |
| 2011 | Reflections                          | 36                 |                   |
| 2019 | Return to Tranquility                | 93                 |                   |

### Sange
(Udvalg)
- "The Town I Loved So Well"
- "Ireland's Call"

### Bidrag til Eurovision Song Contest
Coulter har været med til at skrive tre snage fra Eurovision Song Contest:
- "Puppet on a String" af Sandie Shaw, Storbritannien (Eurovision Song Contest 1967), førsteplads
- "Congratulations" af Cliff Richard, Storbritannien (Eurovision Song Contest 1968), andenplads
- "Toi" af Géraldine, Luxembourg (Eurovision Song Contest 1975), femteplads